# Retropolitana
Retropolitana é o décimo primeiro álbum dos GNR, foi anunciado em Abril 2010. "Reis do Roque" é o primeiro single. 

## Informação
A capa do disco é composta por uma foto da peça "Sr. Vinho", cedida por Joana Vasconcelos, conceituada artista plástica. Segundo palavras de Rui Reininho "Imaginei um percurso. É quase escolher onde se vai. Sonhei com isso. Uma pessoa entra numa estação e sai noutra época". É o primeiro disco gravado no estúdio da banda e produzido pelo Tóli César Machado.

## Faixas
1. Clube dos Encalhados
2. Outra X
3. Únika
4. Reis do Roque
5. aiTunes
6. Burro em Pé
7. MetroPolitana
8. Baixo Chicago
9. Pulseira Electrónica
10. Nº10
11. Na Sombra
12. Tatus Tus

## Créditos
- Rui Reininho - Voz
- Jorge Romão - Baixo
- Toli César Machado - bateria, acordeão, guitarra, produção

## Recepção
| Críticas profissionais | Críticas profissionais |
| Avaliações da crítica  | Avaliações da crítica  |
| Fonte                  | Avaliação              |
| ---------------------- | ---------------------- |
| Disco Digital          | Desfavorável link      |
| Blog Imagem do Som     | Favorável link         |

Retropolitana teve criticas mistas:
Davide Pinheiro para o site Disco Digital considera que "Os GNR interrompem o silêncio com o disco mais fraco de uma carreira quase a chegar às três décadas."
Já o blog Imagem do Som afirma "...Retropolitana é um regresso conseguido. Um disco coerente, na linha daquilo a que nos habituaram os melhores GNR."